# Викарни епископ јегарски
Викарни епископ јегарски је титула коју носи викарни архијереј у Српској православној цркви. Почасна је титула помоћном епископу епископа бачког.
Он носи титулу по старој Епархији јегарској (по мађарском граду Јегра) која је у доба Пећке патријаршије била најсјевернија православна српска епархија. Укинута је 1713, а њено подручје је припојено Бачкој епархији чији је епископ носио титулу „бачки, сегедински и јегарски“.
У новијој историји, Свети архијерејски сабор Српске православне цркве је 14. маја 1999. изабрао Порфирија (Перића) за епископа јегарског, као викарног епископа Епархије бачке. Петнаест година касније, 24. маја 2014, Сабор је изабрао епископа јегарског Порфирија (Перића) за митрополита загребачко-љубљанског, а за новог епископа јегарског изабрао архимандрита Јеронима (Мочевића), сабрата манастира Ковиља. Епископ Јероним је преминуо 24. новембра 2016. Од 27. новембра 2022. године ову титулу носи епископ Нектарије Самарџић.

## Епископи
- Порфирије Перић (13. јун 1999 — 26. мај 2014)
- Јероним Мочевић (28. септембар 2014 — 24. новембар 2016)
- Нектарије Самарџић (27. новембар 2022 —)